# Таллинская 53-я средняя школа
Таллинская 53-я средняя школа (эст. Tallinna 53. keskkool) — школа в районе Мустамяэ города Таллина, Эстония.
Адрес: улица Юхана Сютисте 42.

## История
Школа начала работу 1 сентября 1970 года как Таллинская 53-я восьмилетняя школа. Языком обучения был русский. Число классов — 32, численность учащихся — 690, число учителей — 50. 14 июня 1971 года состоялся её первый выпуск.
До 2024 года языками обучения в школе были русский и эстонский, затем Эстония ввела обязательное обучение на всех уровнях образования на государственном языке, переход на которое будет завершён к 2030 году.

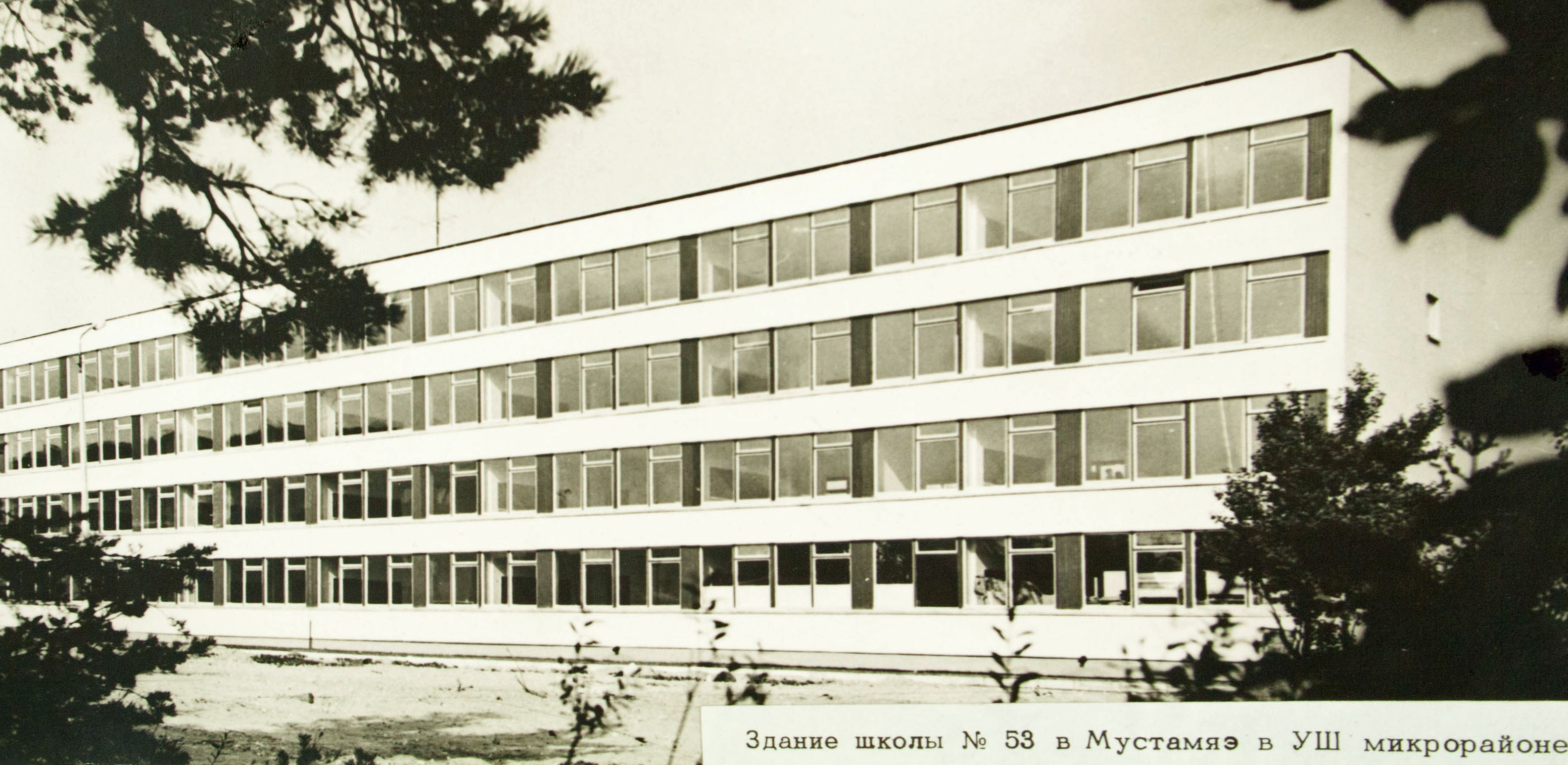
Здание школы в 1970 году (задний фасад)

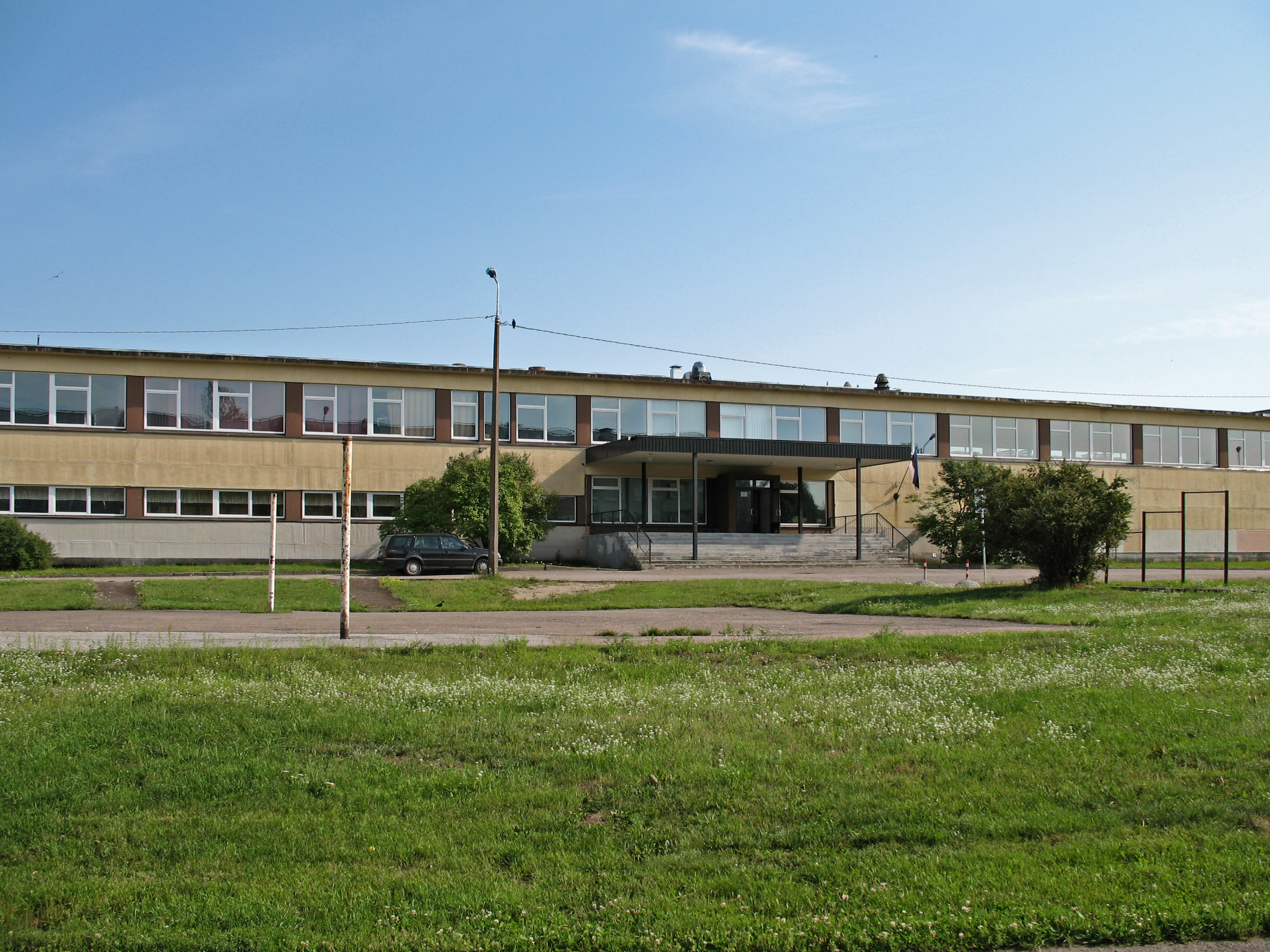
Здание школы в 2007 году (главный фасад)

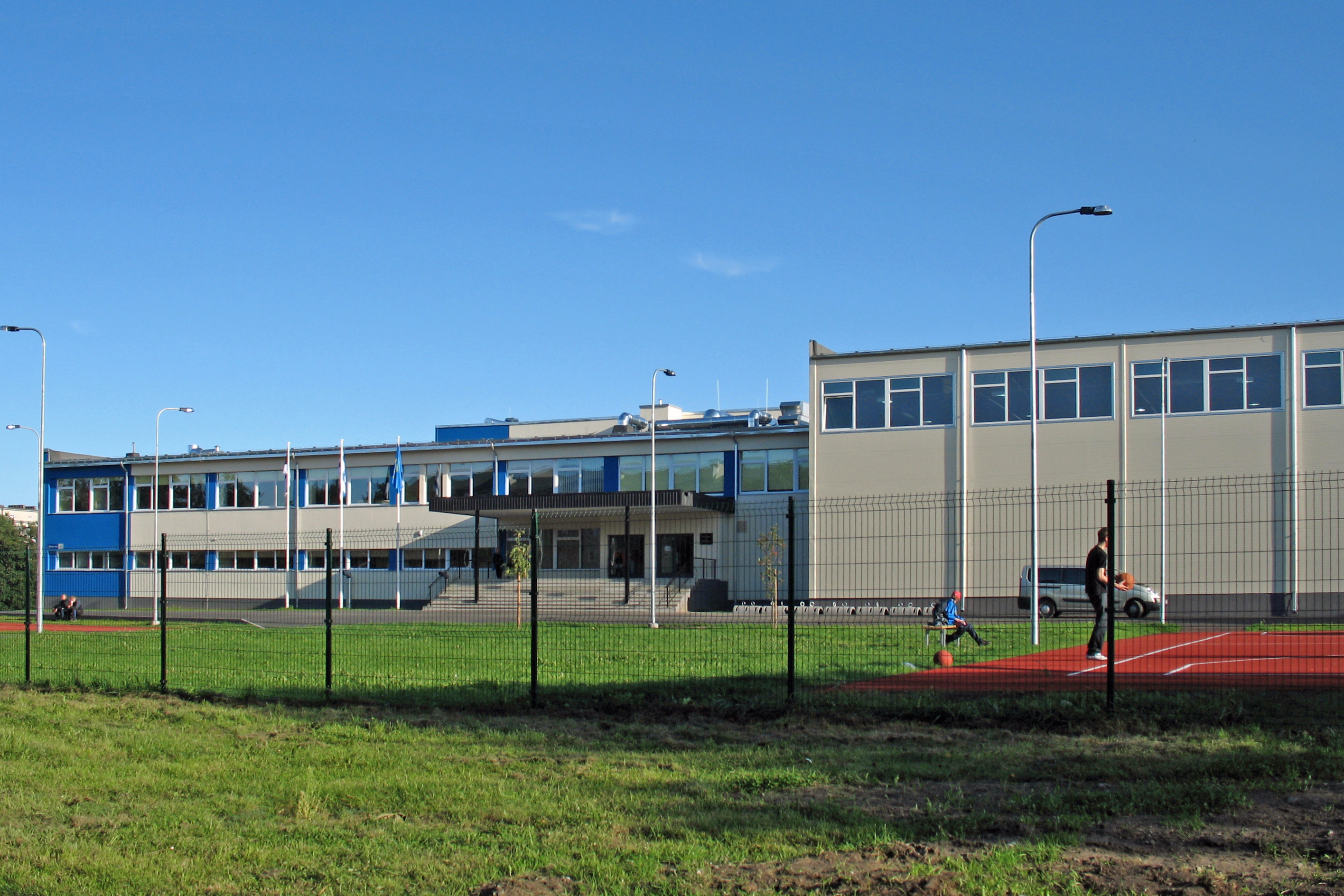
Здание школы в 2009 году (после реновации)

- С 1 сентября 1973 года школа носит название Таллинская 53-я средняя школа; 20 июня 1975 года состоялся её первый выпуск.
- 21 июня 1979 года — свидетельство об окончании школы получила Ирина Романова — первая выпускница школы, закончившая её с золотой медалью.
- 1 сентября 1980 года — открыт класс с углублённым изучением немецкого языка.
- 1 сентября 1987 года — с 10-го класса все ученики углублённо изучают предметы: химия, математика, немецкий язык, эстонский язык.
- 1 сентября 1994 года — в школу прибыл педагог из Германии. С 1996 года ученики сдают экзамен по немецкому языку на получение диплома Deutsches Sprachdiplom. Диплом получили 57 учеников.
- 1997 год — ученик Артур Еги (Artur Jegi) завоевал «бронзовую» медаль на Международной химической олимпиаде в Москве.
- 1998 год — ученик Антон Самусенко (Anton Samussenko) завоевал бронзовую медаль на Международной химической олимпиаде в Монреале.
- 2000 год — ученицы Татьяна Мостовец (Tatjana Mostovets) и Ирина Ломакова (Irina Lomakova) завоевали награды на Международной олимпиаде по немецкому языку в Хорватии.
- 2000 и 2004 годы – выпускница школы Оксана Ермакова стала золотой медалисткой на Олимпийских играх в спортивной дисциплине «фехтование на шпагах».
- 2002 год — ученик Владислав Иванищев (Vladislav Ivaništšev) завоевал серебряную медаль на Международной химической олимпиаде в Голландии.
- 2003 год — Владислав Иванищев завоевал золотую медаль на Международной химической олимпиаде в Афинах[5]. Учитель химии Владимир Владимирович Осипов (Vladimir Ossipov) получил республиканский титул «Учитель года».
- 1999–2001 годы — школа участвовала в международной образовательной программе Европейского Союза “Comenius”[англ.].
- 26 февраля 2002 года — школа получила сертификат на право преподавания в классах гимназической ступени.
- 2004 год — открыт класс предпрофессиональной подготовки 10v.
- 2007 — к школе была присоединена Таллинская основная школа Валдеку (Tallinna Valdeku Põhikool)[6].
- 2007 год — ученик Иван Огибалов (Ivan Ogibalov) завоевал бронзовую медаль на XXXIX Международной химической олимпиаде в Москве.
- 11 октября 2007 года — учитель химии Владимир Осипов был удостоен премии 2007 года в области образования Фонда Президента Эстонской Республики в поддержку культуры (эст. Vabariigi Presidendi Kultuurirahastu 2007. aasta hariduspreemia)[7].
- 2009 год — школа была капитально отремонтирована[8].
- 2009−2012 годы — школа участвовала в финско-эстонском проекте «Активный и безопасный школьный день».
- 1 февраля 2012 года — указом Президента ЭР учитель химии Владимир Осипов награждён орденом Белой звезды 5-й степени[2][9].
- 19 января 2021 года — Таллинская канцелярия сообщила, что к 1 сентября 2021 года школа получит новую спортплощадку. Стоимость строительства составит 376 тысяч евро[8].

В 2020/2021 учебном году основным языком обучения с 1-го по 9-й класс являлся русский, с 10-го по 12-й — эстонский. Число учеников составило 806, соотношение удельного веса мальчиков и девочек: 51 % — 49  2021/2022 учебном году число учеников составило 821, соотношение удельного веса мальчиков и девочек: 50 % — 50 %. Обучение ведётся в одну смену. Преподаваемые иностранные языки: немецкий и английский. Занятия по интересам: волейбол, музыкальные классы, танцевальные кружки. По состоянию на 31.12.2020 общее число работников гимназии составляло 88 человек, на 31.12.2021 — 93 человека.
При гимназии работает Школа раннего развития «Smart совёнок» для детей дошкольного возраста.

## Директора школы
- 1.09.1970 – 31.08.1973 — Тамара Петровна Соболева
- 1.09.1973 − 31.08.1976 — Анатолий Дмитриевич Романов
- 1.09.1976 – 31.08.1987 — Валентина Николаевна Виноградова
- 1.09.1987 – 27.12.2005 — Павел Владимирович Титов
- 28.12.2005 – 31.08.2016 — Майе Ивановна Брагина
- C 01.09.2016 — Катри Артуровна Сийки[2]

## Статистика

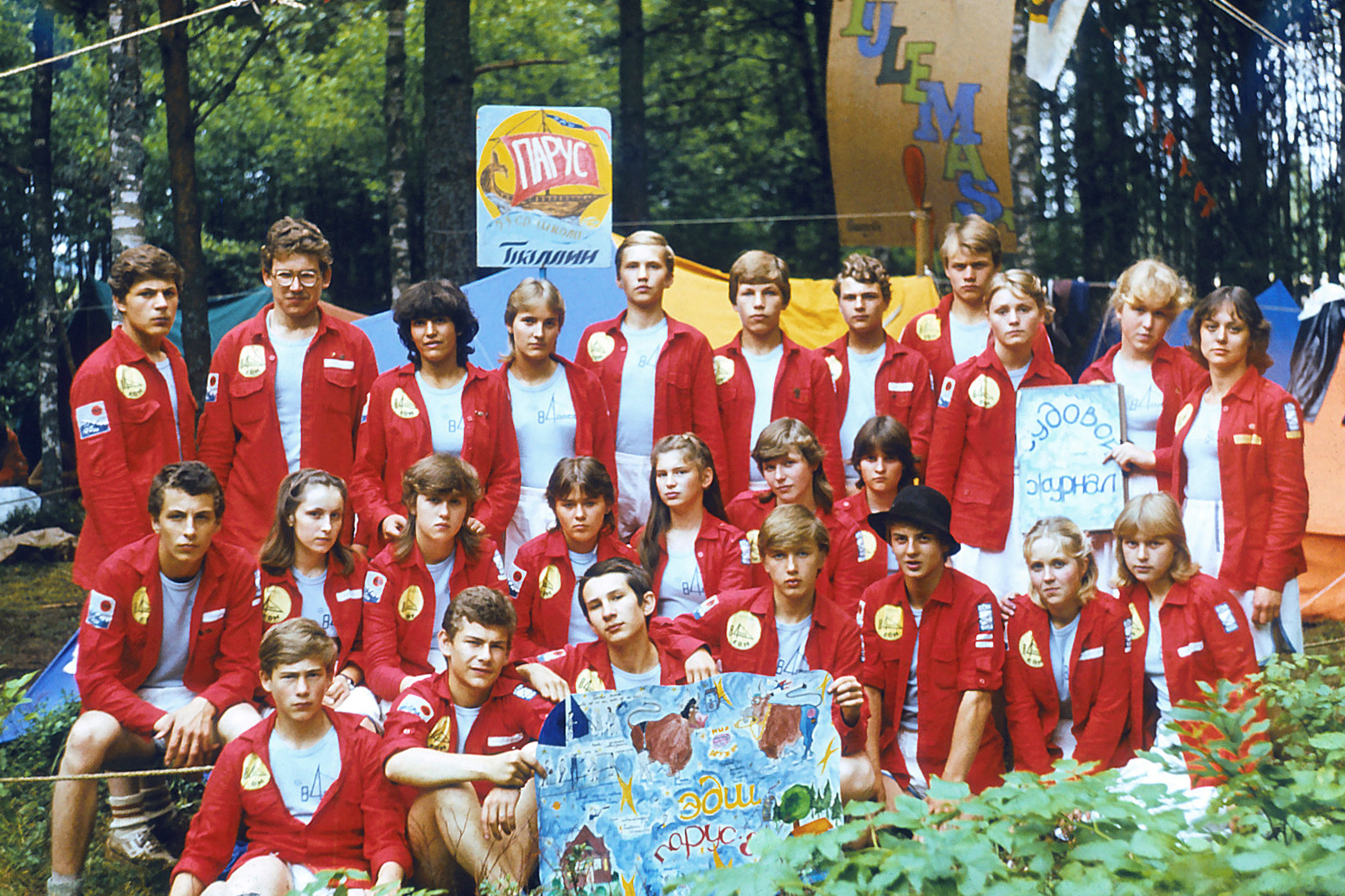
Отряд «Парус» 53-й средней школы на слёте ЭДШ Пярнуского региона, 1984 год

| Дата     | 1.09.1970 | 1.09.1973 | 1.09.1976 | 1.09.1987 | 1.09.2017 | 10.02.2023 | 31.06.2025 |
| -------- | --------- | --------- | --------- | --------- | --------- | ---------- | ---------- |
| Классов  | 32        | 44        | 44        | 35        | 34        | 45         | 40         |
| Учеников | 690       | 1525      | 1650      | 1212      | 811       | 848        | 741        |
| Учителей | 50        | 96        | 97        | 78        | 71        | ..         | ..         |

| Год  | 2017 | 2018 | 2019 | 2020 | 2021 | 2022 | 2023 | 2024 | 2025 |
| ---- | ---- | ---- | ---- | ---- | ---- | ---- | ---- | ---- | ---- |
| Чел. | 89   | 87   | 87   | 88   | 93   | 95   | 100  | 104  | 85*  |

* Во II квартале.
| Год  | 2017 | 2018 | 2019 | 2020 | 2021 | 2022 | 2023 | 2024 | 2025  |
| ---- | ---- | ---- | ---- | ---- | ---- | ---- | ---- | ---- | ----- |
| Чел. | 1170 | 1240 | 1315 | 1390 | 1390 | 1465 | 1690 | 1770 | 2070* |

* Во II квартале.